# Кіпрія (селище залізничної станції)
Кіпрія (рос. Киприя) — залізнична станція в Хвойнинському районі Новгородської області Російської Федерації.
Населення становить 25 осіб. Входить до складу муніципального утворення Анциферовське сільське поселення.

## Історія
Від 2005 року входить до складу муніципального утворення Анциферовське сільське поселення

## Населення
1. Н/Д[2]